# 乌韦·达斯勒
乌韦·达斯勒（德語：Uwe Daßler，1967年2月11日—），德国前男子游泳运动员，擅长中长距离自由泳。他代表东德参加国际比赛，曾获得1988年夏季奥运会游泳比赛男子400米自由泳金牌。